# Elio Veller
Elio Veller, pseudonimo di Eugenio Veller (Caldogno, 4 marzo 1937 – Milano, 25 maggio 2012), è stato un attore italiano.

## Biografia
Nasce a Caldogno il 4 marzo 1937. Dopo due anni la famiglia si trasferisce nella vicina Schio e dopo dieci anni in Piemonte, in provincia di Biella. Qui viene messo in un collegio dei Salesiani dove nel teatrino dell'istituto partecipa a numerose recite: quando rientra in famiglia, ormai ha deciso che farà l'attore. Continua a dilettarsi in compagnie amatoriali e non appena finito il militare parte per Torino. Inizialmente ricopre il ruolo di suggeritore al Teatro Maffei nella compagnia stabile di avanspettacolo del comico torinese Mario Ferrero, nel novembre 1961, aiutato dall'attore Gian Fabio Bosco (Gian), entra nella compagnia, sempre di avanspettacolo, Beniamino Maggio & Tonini Nava.
Continua a lavorare in avanspettacolo per alcuni anni, quindi viene scritturato nella compagnia dialettale del comico milanese Piero Mazzarella, poi altre esperienze nella compagnia italiana di Operette dove a Montecatini Terme, dovendo sostituire il "secondo comico" Antonio de Vico, in un mese deve imparare ben nove operette. Una breve parentesi in cabaret, poi entra al Piccolo Teatro di Milano e vi rimane per circa 15 anni; non avendo mai frequentato nessuna scuola di recitazione, incontrando Giorgio Strehler, ha avuto la possibilità di migliorare la sua formazione imparando il rigore del teatro di prosa del "Maestro", ma senza rinnegare le sue origini. 
Col Piccolo Teatro di Milano ha la possibilità di fare prestigiose tournée nei maggiori teatri d'Italia, d'Europa, in Russia e Giappone. Successivamente viene chiamato da Franco Parenti e partecipa alla fondazione della Cooperativa, segnalando anche la sede del teatro a Milano in via Pier Lombardo. In seguito lavora per due stagioni con Dario Fo e poi con Annamaria Guarnieri e la regia di Luca Ronconi, interpreta Brighella in La serva amorosa di Carlo Goldoni, tre anni di tournée in Italia, in Europa, e un mese anche a New York, al Mark Hellinger Teatre di Broadway. Negli anni duemila recita anche in TV al fianco di Sandra Mondaini e Raimondo Vianello in alcuni episodi della sitcom Casa Vianello.
Degna di nota è inoltre la collaborazione con l'attore Giancarlo Sbragia. Viene scelto dal regista Eugenio Cappuccio per interpretare nel 2006 il personaggio dell'impiegato Brambilla nel film Volevo solo dormirle addosso.
Veller ha inoltre recitato e raccolto in un DVD i sonetti erotici del poeta del Settecento veneziano Giorgio Baffo.

### Morte
Veller muore il 25 maggio 2012 a 75 anni per le conseguenze di un incidente stradale avvenuto due giorni prima. L'attore si trovava ad una fermata del filobus 90 a Milano in attesa del mezzo, quando due moto si scontrarono e una di queste travolse l'attore che riportò un grave trauma cranico.
Veller è sepolto presso il cimitero monumentale di Giubiano, a Varese.

## Filmografia parziale
- Il terribile ispettore, regia di Mario Amendola (1969)
- La morte accarezza a mezzanotte, regia di Luciano Ercoli (1972)
- Ho fatto splash, regia di Maurizio Nichetti (1980)
- Il ragazzo di campagna, regia di Castellano e Pipolo (1984)
- Don Tonino – serie TV (1989)
- Stefano Quantestorie, regia di Maurizio Nichetti (1994)
- Volevo solo dormirle addosso, regia di Eugenio Cappuccio (2004)
- Tu la conosci Claudia?, regia di Massimo Venier (2004)
- Letters to Juliet, regia di Gary Winick (2010)